# Lakeland (Floryda)

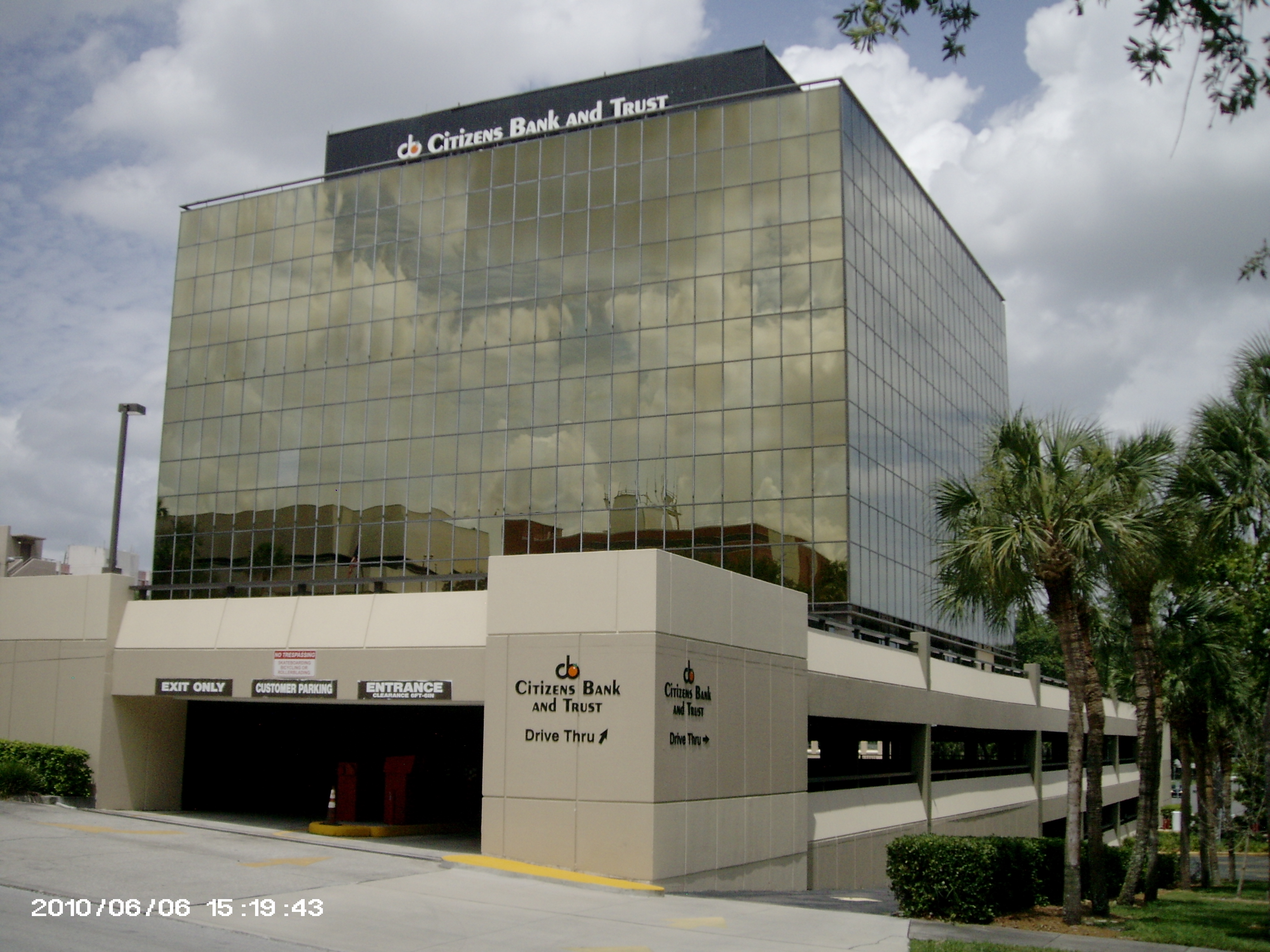
Budynek banku w centrum Lakeland

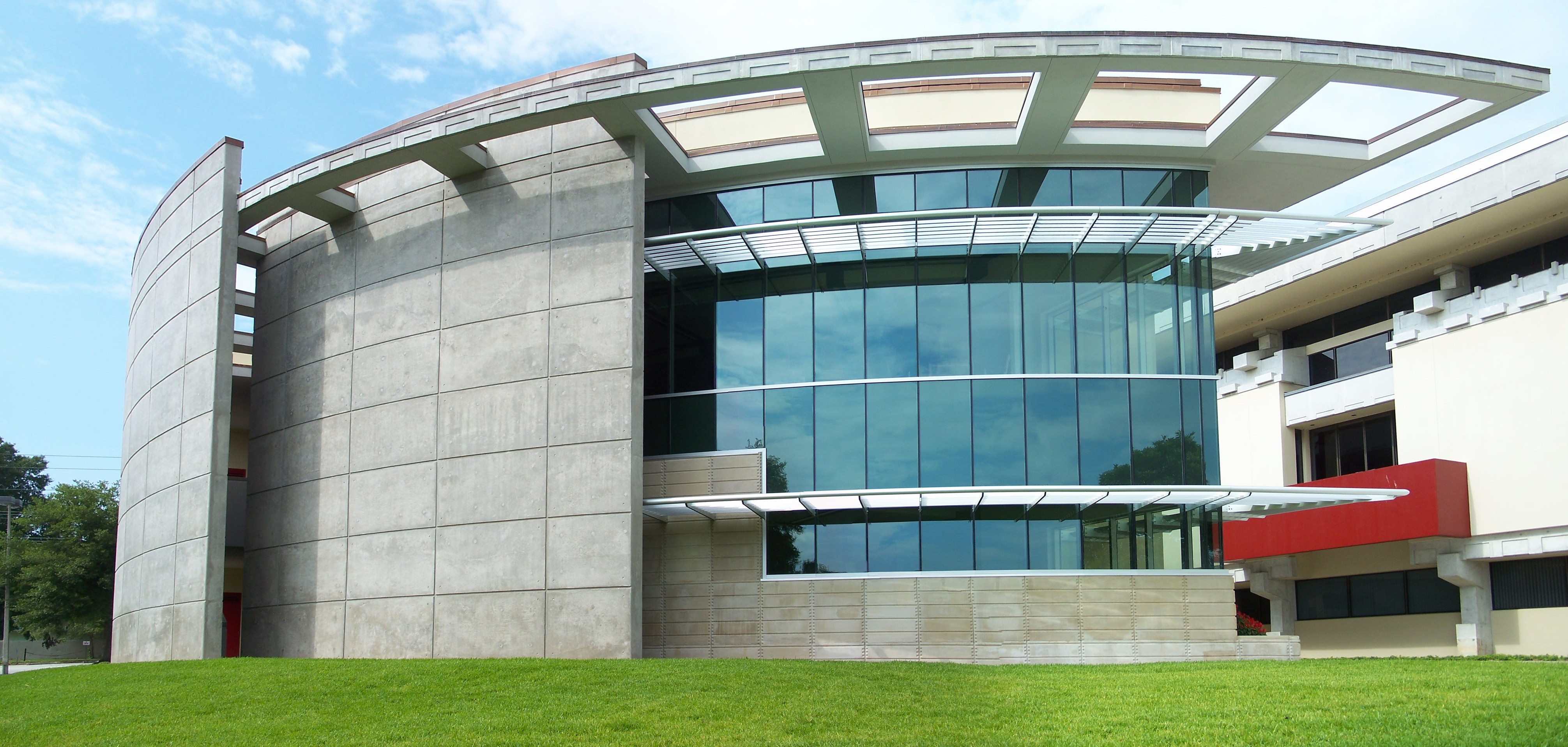
Jeden z budynków Southeastern University

Lakeland – miasto w USA, w stanie Floryda, na wschód od miasta Tampa. Według danych z 2021 roku liczy 115,4 tys. mieszkańców, oraz 753,5 tys. w obszarze metropolitalnym, który współtworzy razem z Winter Haven. Jest siódmą co do wielkości metropolią Florydy. W 2023 roku zostało uznane przez Lending Tree jako trzecia najszybciej rozwijająca się duża aglomeracja USA.

## Gospodarka
W mieście rozwinął się przemysł chemiczny. Historycznie miasto było centrum wydobycia fosforanów i upraw owoców cytrusowych, dzięki czemu zyskało sobie przydomek „Światowej Stolicy Cytrusów”.

## Demografia
Według danych pięcioletnich z 2021 roku, 67,8% mieszkańców głównego miasta stanowili Biali (58,7% nie licząc Latynosów), 19,9% to Czarni lub Afroamerykanie, 5% deklarowało przynależność do dwóch lub więcej ras, 2,2% to Azjaci, 0,36% to rdzenna ludność Ameryki i 0,07% to Hawajczycy i osoby pochodzące z innych wysp Pacyfiku. Latynosi stanowili 16,9% ludności miasta.
Poza osobami pochodzenia afroamerykańskiego do największych grup należą osoby pochodzenia niemieckiego (9,1%), angielskiego (9,1%), „amerykańskiego” (9%), irlandzkiego (8,3%), portorykańskiego (6,5%) i włoskiego (4,2%).

## Religia
Według danych z 2020 roku do największych grup religijnych pod względem członkostwa w aglomeracji należały:
- lokalne bezdenominacyjne zbory ewangelikalne – 77,8 tys. członków w 118 zborach,
- Kościół katolicki – 68,8 tys. członków w 11 parafiach,
- Kościoły baptystyczne – ok. 60 tys. członków w 215 zborach,
- Kościoły zielonoświątkowe i uświęceniowe (gł. Zbory Boże i Kościół Nazareński) – ok. 40 tys. członków w 158 zborach,
- Kościoły metodystyczne – ok. 20 tys. członków w 47 kościołach,
- świadkowie Jehowy – 9764 wyznawców w 36 zborach.

## Urodzeni w Lakeland
- Lawton Chiles (1930–1998) – senator i gubernator Florydy
- Frances Langford (1913–2005) – piosenkarka i aktorka
- John Daniel Sumner (1924–1998) – piosenkarz gospel
- Kara Monaco (ur. 1983) – modelka znana z Playboya
- Chris Sale (ur. 1989) – baseballista
- Dennis Ross (ur. 1959) – polityk i biznesmen
- Lauren Miller Rogen (ur. 1981) – aktorka
- Killian Hayes (ur. 2001) – koszykarz
- Marvin Pipkin (1889–1977) – chemik, inżynier
- Andrew Reynolds (ur. 1978) – zawodowy skateboardzista

## Miasta partnerskie
- Mołdawia: Bielce
- Chiny: Chongming
- Japonia: Imabari
- Jamajka: Portmore
- Kanada: Richmond Hill